# Ady Gil (schip, 2006)
De Ady Gil (voorheen Earthrace) was een golfdoorklievende trimaran die op alternatieve brandstof voer.

## Specificaties
Het schip werd ontworpen door de Craig Loomes Design Group en de twee Cummins Mercruiser 350 kW dieselmotoren verbruikten pure biodiesel, die gewonnen wordt uit dierlijk vet, sojabonen en andere grondstoffen. De scheepsromp bestond voornamelijk uit koolstofvezel. De bouw kostte $1,25 miljoen. Dat bedrag werd voornamelijk beschikbaar gesteld door sponsors.

## Missie
Met de Earthrace werden technologieën geëtaleerd die het milieu minder belasten dan conventionele technieken, zoals biodiesel, lage-emissiemotoren en anti-aanslagmiddel. De boot werd gebouwd om het wereldrecord voor circumnavigatie, dat de Cable and Wireless Adventurer in 1998 op 74 dagen, 20 uur en 58 minuten had gesteld, te breken.

## Poging in 2007
Op 10 maart 2007 vertrok de boot uit Barbados voor de eerste poging, maar ondervond ernstige vertraging door problemen met de schroeven en andere mechanische problemen. In de nacht van 19 maart 2007, 22 kilometer uit de kust van Guatemala, kwam de Earthrace in aanvaring met een vissersboot, waarbij een van de drie vissers om het leven kwam. De bemanning werd na een onderzoek van tien dagen vrijgelaten. De vertragingen verhinderden de recordpoging, maar besloten werd om San Diego als nieuw startpunt te nemen, waarvandaan ze op 7 april 2007 vertrokken. De poging werd echter afgebroken nadat op 31 mei kort na vertrek uit Málaga een scheur ontdekt werd in de romp.

## Poging in 2008
Na een reparatie bij de scheepswerf Vulkan in Sagunto bij Valencia en proefvaarten werd op 27 april 2008 om 14.35 uur (MET) aan een volgende poging begonnen.
De afgelegde route was als volgt:
- Sagunto – Azoren
- Azoren – Puerto Rico
- Puerto Rico – Panama
- Panama – Manzanillo
- Manzanillo – San Diego
- San Diego – Hawaï
- Hawaï – Majuro
- Majuro – Koror
- Palau – Singapore
- Singapore – Cochin
- Cochin – Salalah
- Salalah – Suezkanaal
- Suezkanaal – Sagunto

Na twee dagen waren er problemen met de stuurautomaat en op 30 april raakte de brandstofpomp van de stuurboordmotor verstopt. Desondanks arriveerde de boot iets voor op schema in de Azoren.
De twee etappes daarna verliepen zonder grote problemen en de bemanning wist het Panamakanaal vlot te passeren, ondanks het grote aantal wachtende schepen. Halverwege Hawaï, op dag 22, werd een zware trilling gevoeld waarna de vaart uit de boot ging. Schipper Pete Bethune dook in het donker met een zaklantaarn en vond een net in de schroef.
Kort na vertrek van Palau, op dag 34, kwam de Earthrace in aanvaring met drijvend afval dat twee bladen van de bakboordschroef vernielde en de schroefas verboog, zodat men terug moest keren naar Palau. Na een noodreparatie vertrok de boot op één motor naar Singapore, terwijl een nieuwe schroefas werd gemaakt. In Singapore werd de Earthrace uit het water getild om de schroefas en de schroef te vervangen.
Op dag 48 kreeg de bemanning last van hitte-uitslag en werd de snelheid behoorlijk gereduceerd door de hoge golven. Dit hield aan tot ze in de Rode Zee aankwamen. Op dag 56 gaf de brandstofpomp problemen zodat de vaart terugliep naar 16 knopen, wat een drie uur durende reparatie vergde.
Op vrijdag 27 juni 2008, om 14.24 uur (MET), brak de Earthrace het wereldrecord voor powerboten door de circumnavigatie te voltooien in 60 dagen, 23 uur en 49 minuten, waarmee het record van de Cable and Wireless Adventurer (tegenwoordig de Brigitte Bardot) uit 1998 werd verbeterd met 13 dagen, 21 uur en 9 minuten.

## Sea Shepherd Conservation Society

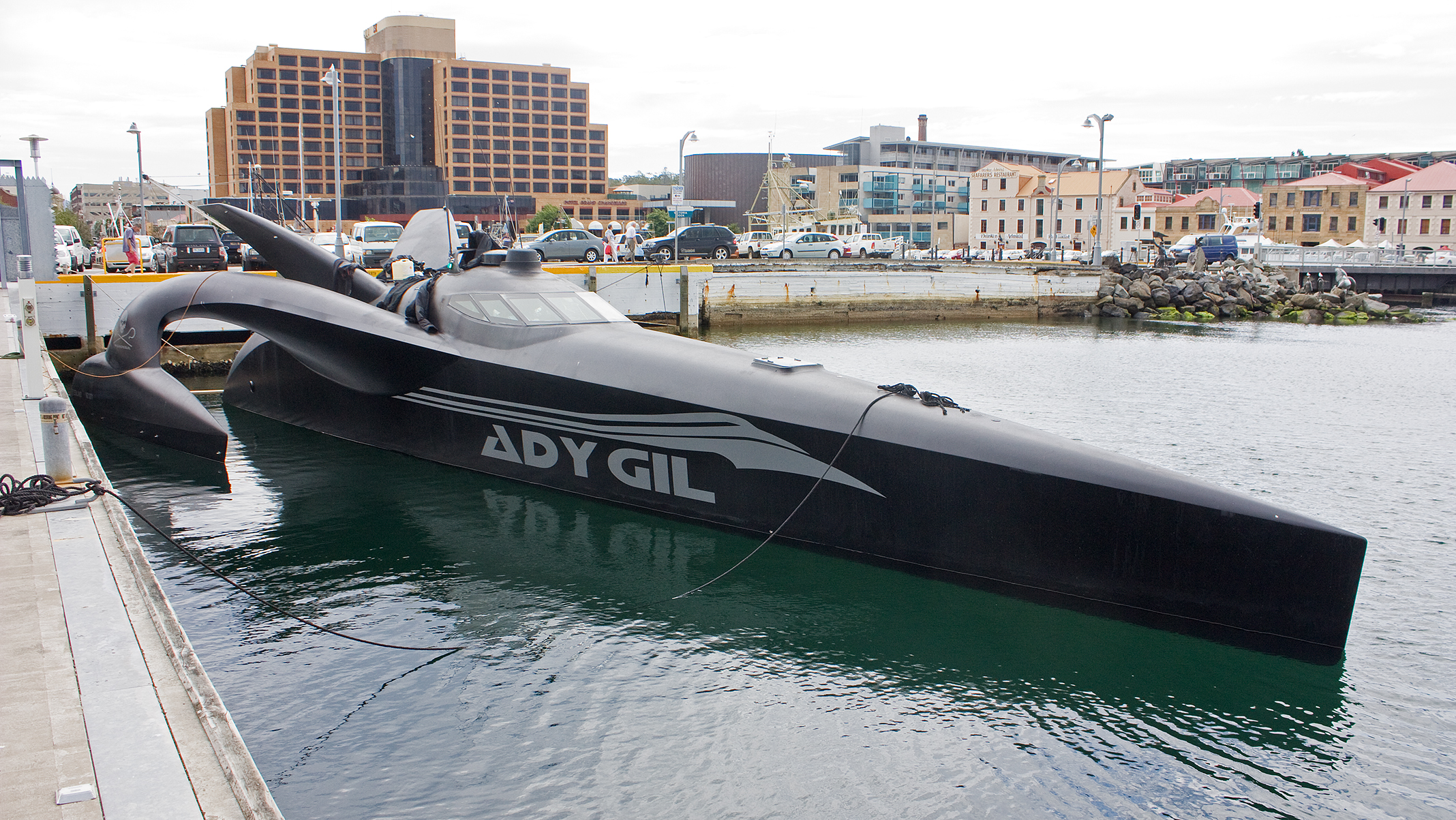
De tot Ady Gil omgedoopte Earthrace in de haven van Hobart

De Ady Gil (Earthrace) vergezelde de Bob Barker en de Steve Irwin van Sea Shepherd bij zijn operaties tegen Japanse walvisvangst in de Stille Zuidzee in het seizoen 2009-2010. Pete Bethune vertelde dat er met hen een overeenkomst was bereikt om de boot een ondersteunende rol toe te wijzen. Op 17 oktober 2009 werd de Earthrace aan de media voorgesteld, zwart geschilderd en met de nieuwe naam Ady Gil.

## Ondergang
Op 6 januari 2010 kwam de Ady Gil in botsing met de Japanse walvisvaarder Shonan Maru 2, waarbij de boeg van de Ady Gil afbrak. Alle bemanningsleden werden in veiligheid gebracht. Pogingen om het schip naar station Dumont d'Urville, een Frans poolstation, te slepen mislukten. Het schip bleek niet meer te redden en verdween op 8 januari in de golven. Beide partijen beschuldigden elkaar ervan verantwoordelijk te zijn voor het incident. Daar het gedeelde territoriale wateren betreft, stelden zowel de Australische als de Nieuw-Zeelandse autoriteiten een onderzoek in.
Op 15 februari 2010 klom actievoerder Peter Bethune van Sea Shepherd vanaf een jetski aan boord van de Shonan Maru 2 om verhaal te halen over het incident. Hij werd opgesloten en meegenomen naar de thuishaven in Japan, waar hij bij aankomst werd gearresteerd. Op 7 juli 2010 werd Bethune door een Japanse rechtbank veroordeeld tot twee jaar voorwaardelijke gevangenisstraf met een proeftijd van vijf jaar. Bethune beweert in een open brief op zijn Facebookpagina dat hij, onder druk van kapitein Watson, de Ady Gil opzettelijk heeft laten zinken na de aanvaring met de Japanse walvisvaarder om sympathie voor Sea Shepherd te wekken.
Op 18 november 2010 stelden de onderzoekers van de Nieuw-Zeelandse overheidsorganisatie Maritime New Zealand in hun rapport dat de aanvaring te wijten was aan foute inschattingen op beide schepen: "De aanvaring lijkt te zijn veroorzaakt doordat de kapiteins en bemanningen van beide schepen het risico op een aanvaring niet goed hebben ingeschat en niet juist hebben gereageerd".